# 东北泡子
东北泡子是一个位于中国黑龙江省鸡西市的淡水湖，面积约为67.32平方千米，属于东北平原。它的一级流域为黑龙江流域，二级流域为松花江水系。